# Champurrado

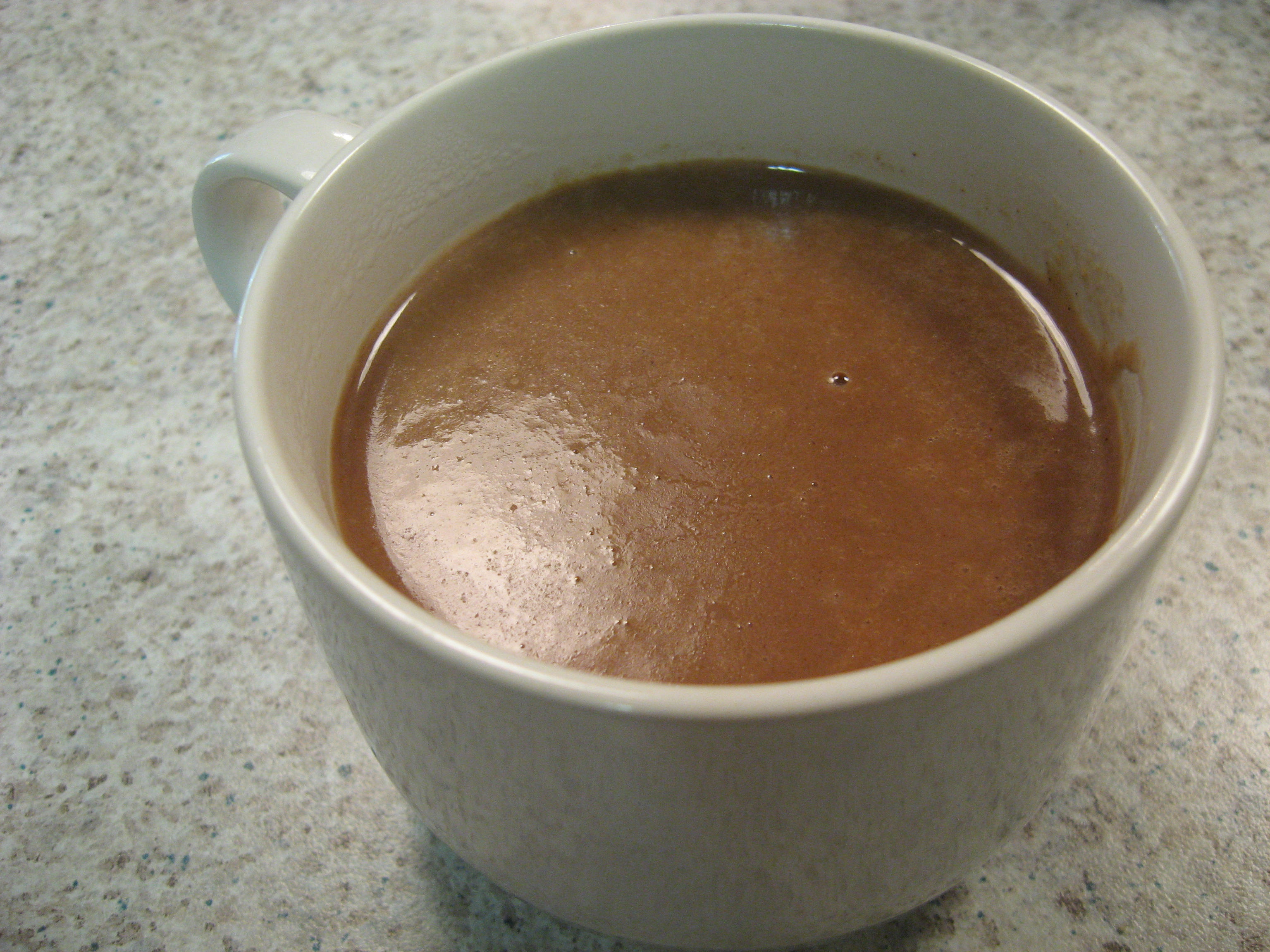
Tasse de Champurrado

Le champurrado est une boisson lactée mexicaine composée d'un mélangé de lait, de chocolat, d'eau, de pâte d'hominy, de panela et parfois de cannelle, d'anis ou de vanille. Cet atole est traditionnellement servi le matin avec des churros.

## Origine
Chez les Aztèques, alors que le roi[Quoi ?] et les notables accompagnent leur viande de mole poblano (première recette salée associant le cacao comme épice) et consomment à la fin des repas une boisson chocolatée, le xocoatl, le peuple se contente d'épicer sa bouillie de maïs, appelée atole, avec des fèves de cacao.